# Bahia
Bahia är en delstat i östra Brasilien. Folkmängden uppgår till cirka 15 miljoner invånare. Huvudstad och klart största stad är Salvador. Andra stora städer är Feira de Santana, Camaçari , Itabuna, Juazeiro och Vitória da Conquista, Barreiras. Stark turism Lençóis - Chapada Diamantina, Porto Seguro, Ilhéus, Itacaré. 
Staten har 7% av den brasilianska befolkningen och producerar 4,2% av landets BNP.